# Yuliana Salájova
Yuliana Bulátovna Salajova –en ruso, Юлиана Булатовна Салахова– (Volgogrado, URSS, 16 de diciembre de 1984) es una deportista rusa que compitió en piragüismo en la modalidad de aguas tranquilas. Ganó dos medallas en el Campeonato Mundial de Piragüismo de 2010, y 6 medallas en el Campeonato Europeo de Piragüismo entre los años 2009 y 2016.

## Palmarés internacional
| Campeonato Mundial | Campeonato Mundial     | Campeonato Mundial | Campeonato Mundial |
| Año                | Lugar                  | Medalla            | Competición        |
| ------------------ | ---------------------- | ------------------ | ------------------ |
| 2010               | Poznań (Polonia)       | Medalla de plata   | K2 500 m           |
| 2010               | Poznań (Polonia)       | Medalla de bronce  | K2 1000 m          |
| Campeonato Europeo |                        |                    |                    |
| Año                | Lugar                  | Medalla            | Competición        |
| 2009               | Brandeburgo (Alemania) | Medalla de bronce  | K2 1000 m          |
| 2010               | Corvera (España)       | Medalla de plata   | K2 500 m           |
| 2010               | Corvera (España)       | Medalla de plata   | K2 1000 m          |
| 2011               | Belgrado (Serbia)      | Medalla de bronce  | K2 500 m           |
| 2011               | Belgrado (Serbia)      | Medalla de bronce  | K2 1000 m          |
| 2016               | Moscú (Rusia)          | Medalla de bronce  | K1 5000 m          |